# Académie de danse de Pékin

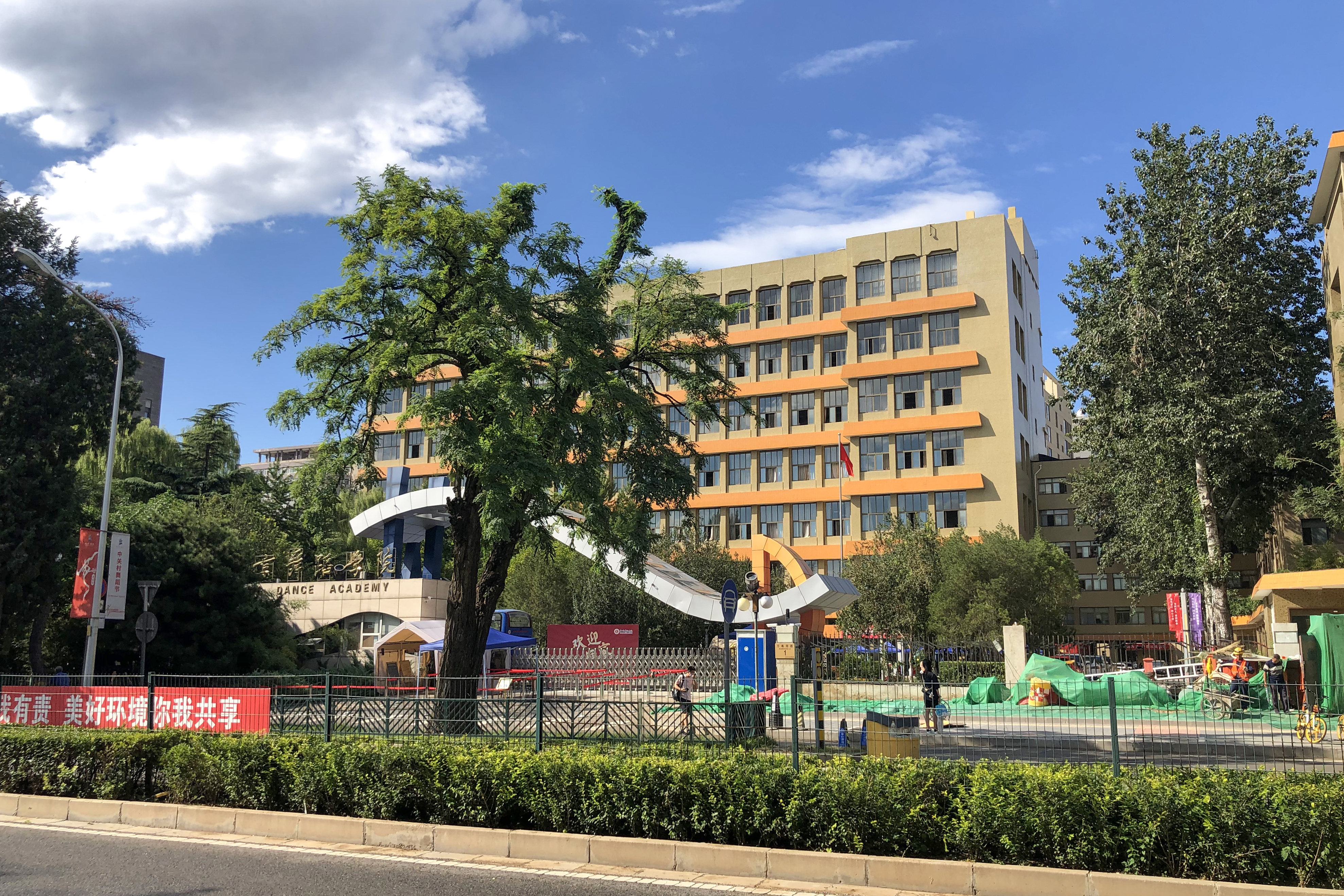
La porte du campus

L'Académie de danse de Pékin (chinois simplifié : 北京舞蹈学院 ; chinois traditionnel : 北京舞蹈學院 ; pinyin : Běijīng Wǔdǎo Xuéyuàn) est une institution renommée et la plus prestigieuse de Chine pour l'enseignement de la danse. Elle se situe dans le district de Haidian, à Pékin.

## Histoire
L'académie est fondée le 6 septembre 1954 sous le nom d’École de danse de Pékin. 
En 1978, avec l'approbation du Ministère de la Culture, elle a été transformée en Académie de danse de Pékin. Dai Ailian participe à sa création, en est la première directrice, et y créée notamment Lotus Dance et Flying Apsaras, désormais considérés comme des classiques de la danse moderne chinoise du XXe siècle. La danse moderne y fait son entrée en 1992.

## Description
L'académie dispense ses enseignements aux différents niveaux de la scolarité : maternelle, niveau élémentaire, collège (medium), secondaire et supérieur[réf. souhaitée]. Il y a près de 600 enseignants et membres du personnel administratif, et environ 2500 étudiants[réf. souhaitée]. L'admission y est sélective. 
Les élèves fréquentent l'école à temps plein et suivent également des cours de mathématiques, de littérature et d'autres sujets standards. 
Les étudiants choisissent une spécialité, telle que le ballet ou la danse traditionnelle chinoise.

## Anciens élèves connus
- Chi Cao, danseur étoile du Birmingham Royal Ballet
- Li Cunxin, danseur de ballet
- Dong Sicheng, membre du groupe sud-coréen NCT (son nom de scène est "Winwin")
- Huang Doudou, célèbre danseur chinois
- Huang Xuan, célèbre acteur chinois
- Victoria Song, actrice, danseuse, mannequin et chanteuse chinoise de K-pop, membre du groupe féminin sud-coréen f(x)
- Wen Hui, danseuse et chorégraphe chinoise.
- Luo Yunxi célèbre danseur chinois
- Zhang Ziyi, célèbre actrice internationale

## Accès
Située dans le district de Haidian, à Pékin, elle se trouve entre l'Université centrale des minorités (Minzu University of China) et la Bibliothèque nationale de Chine.
La station de métro la plus proche est Bibliothèque nationale de Chine (国家图书馆), desservie par les lignes 4 et 9 du métro de Pékin.